# Primeira entrada em Madrid do Arquiduque Carlos
A primeira entrada do Arquiduque Carlos em Madrid foi em 28 de Junho de 1706, no contexto da Guerra de Sucessão Espanhola (1701-1714), o resultado de uma ofensiva dos reinos que apoiavam Carlos da Casa de Habsburgo, na luta pelo trono da monarquia espanhola, contra Filipe V da Casa de Bourbon.
O Arquiduque Carlos teve diversos títulos, sendo o mais conhecido o de Carlos VI, Sacro Imperador Romano-Germânico. Foi aclamado como Carlos III de Espanha pelos seus partidários. O Arquiduque Carlos foi apoiado por Portugal, Inglaterra e Holanda. Filipe V foi apoiado por França. O apoio dado por Portugal foi acordado em Maio de 1704 com Pedro II de Portugal,  no seguimento das invasões espanholas de Portugal.
Uma excursão pelo Rio Tejo foi repelida e foi feita uma tentativa de tomar Cidade Rodrigo. As forças de Filipe V eram lideradas por Jaime FitzJames, 1.º Duque de Berwick. Diversas batalhas navais dão o domínio dos mares aos ingleses e holandeses. O desenrolar das batalhas noutros palcos da Europa entre os aliados dos Habsburgos e os aliados dos Bourbon influenciam os acontecimentos na Península Ibérica, nomeadamente a Batalha de Blenheim, na Baviera.
A campanha militar da tomada de Madrid teve duas ofensivas, uma a partir do Reino de Portugal e outra a partir do Principiado da Catalunha. A ofensiva a partir de Portugal iniciou-se meados de Março, contou com 14.700 portugueses, 4.000 britânicos e 200 holandeses, sob o comando de D. António Luís de Sousa, 2º Marquês das Minas. Foram capturados cerca de 9.000 prisioneiros e uma centena de peças de artilharia, em combates contra forças franco-espanholas.
Perante a falta de apoios em Madrid, os exércitos do Arquiduque Carlos avançam para Valência, passando por Toledo.
O domínio dos mares pelos ingleses e holandeses, diversas derrotas e o fim do apoio francês ditam a derrota de Filipe V. As tropas portuguesas estiveram envolvidas em diversas outras campanhas e batalhas.